# 沼津市立长井崎小中一贯学校
沼津市立长井崎小中一贯学校（日语： Numazu Shiritsu Nagausakishōchūikkan̄gakkō），原名沼津市立长井崎中学校（日语： Numazu Shiritsu Nagausakichūgakkō），是一所位于日本国静冈县沼津市内浦重须的公立九年一贯制学校。在合并了沼津市立内浦小学校、沼津市立西浦小学校后，2021年4月1日，沼津市立长井崎中学校改名为沼津市立长井崎小中一贯学校。是動漫LoveLive! Sunshine!!中浦之星女學院（日语：浦の星女学院）的原型。

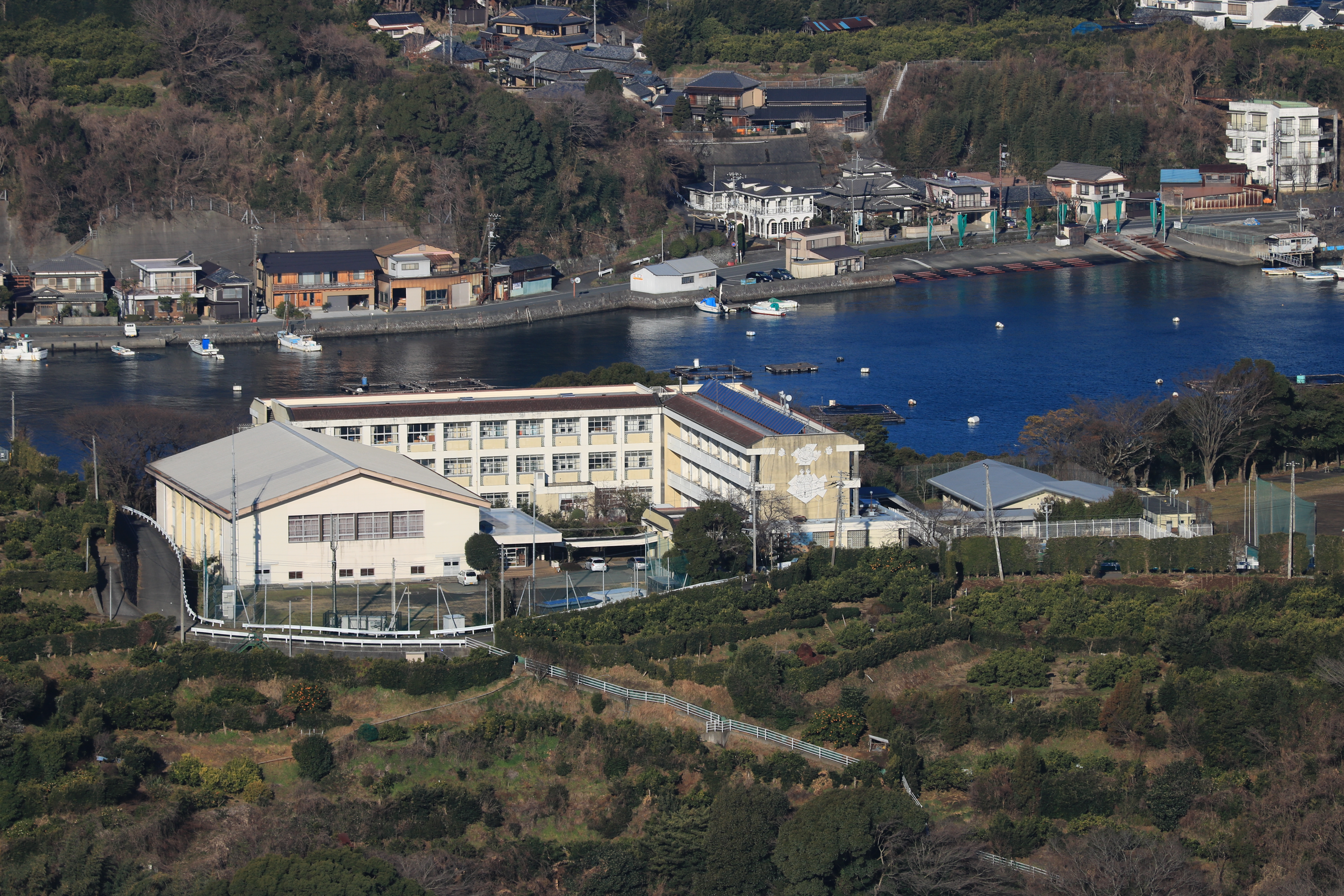
从远处观看长井崎小中一贯学校

## 周围环境
学校位于横跨沼津市内浦重须和西浦木负的长井崎山上，东侧为内浦湾，西侧为骏河湾。被蜜柑林及农田包围，地理位置十分偏僻。可远距离观赏富士山。

## 沿革
- 1981年（昭和56年）4月1日 - 開校
- 1981年（昭和56年）6月 -舉行開校典禮
- 1990年（平成2年）4月 - 舉行創校十周年紀念典禮
- 2018年 （平成30年）- 计划合并内浦小学校，西浦小学校和长井崎中学校[5][6]
- 2021年（令和3年）4月1日 - 改名为沼津市立长井崎小中一贯学校

## 设施
学校主教学楼为三层L形结构，并设置有棒球场,体育馆、非标准体育场及游泳池等设施。

## 交通
公交车
长井崎小中一贯学校停留所站(步行至学校约10分钟)
沼津站（8号公交站）橙色班车 N21・N22系统。
※根据学校上下学确定班次，因此间隔并不确定。
木負東口停留所站（步行至学校约15分钟）
沼津站（8号公交站）橙色班车 N24・N25系統。
※除以上车站外最近公交站